# Pteraspis
Pteraspis, птераспіс (з грец. πτερόν pteron «крило» або «плавник» і грец. ἀσπίς aspís «щиток») — вимерлий рід гетеростраканових безщелепних хребетних риб, що мешкав від жединської до ейфельської епох девонського періоду на території сучасної Бразилії (Ейфельський ярус: формація Маекуру), Великобританії (Жединський ярус: Діттонська група), України (Жединський ярус: Іванська світа, Празький ярус: Бабинська світа).

## Опис

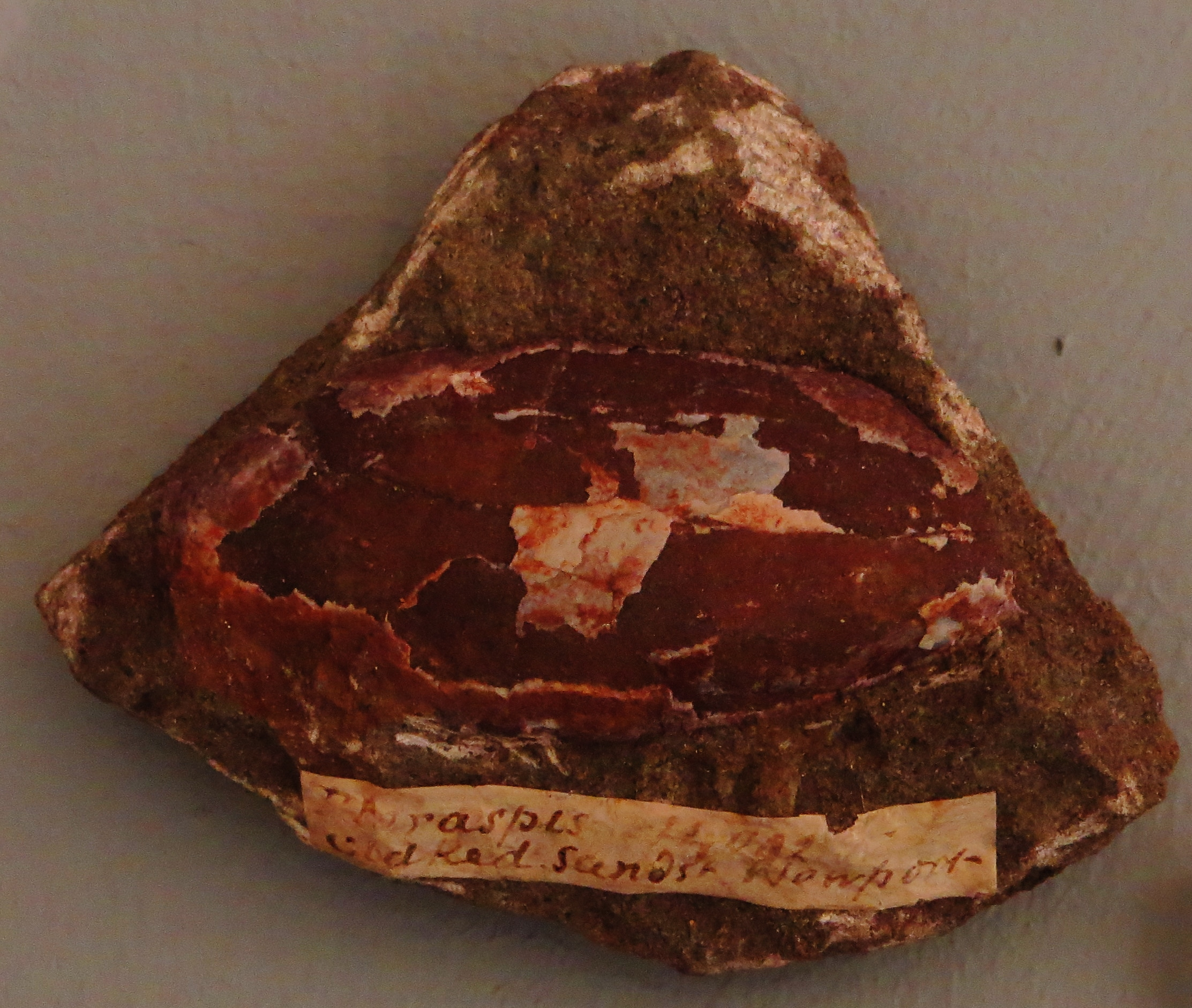
Скам'янілість P. rostrata

Птераспіс досягав 20—25 сантиметрів у довжину і був дещо сплощений дорсовентрально. Як і інші гетеростраканові риби, птераспіс, він мав броню, яка покривала передню частину тіла, захищаючи його від хижаків, таких як евриптериди. Одночасно броня слугувала запасом фосфатів у важкі часи. Захисна броня, яка, безсумнівно, утворилася в результаті злиття окремих лусочок, не була однорідною, а поділялася на спинний і черевний щитки. Його також перетинали невеликі канали, які, ймовірно, були пов'язані з органами чуття. Область ока була захищена двома меншими орбітальними пластинками, бічна область — двома роговими пластинками. Задня частина фюзеляжу та хвостовий плавець були вкриті міцною складчастою лускою. Хвостовий плавець мав надзвичайно асиметричну структуру з дуже великою та сильною черевною часткою, але він мав бути дуже ефективним у разі швидких змін напрямку. Хоча він не мав плавців, окрім лопатевого хвоста, вважається, що він був хорошим плавцем завдяки жорстким крилоподібним виступам, що походили від броньованих пластин над зябрами. Це, разом з рогоподібним рострумом, надавало птераспісу дуже обтічної форми - ідеальної якості для хорошого плавця.
Навколо вентрального ротового отвору було кілька менших пластин (ротових пластин), які допомагали йому приймати їжу. Очі були маленькі й розставлені в сторони. На спині, за злегка вигнутою великою спинною шпорою, Птераспіс мав додаткові шипи, які, можливо, служили додатковим захистом від можливих хижаків. Вважається, що він живився косяками планктону безпосередньо під поверхнею океану, і його знаходять разом з морськими скам'янілостями.

## Галерея

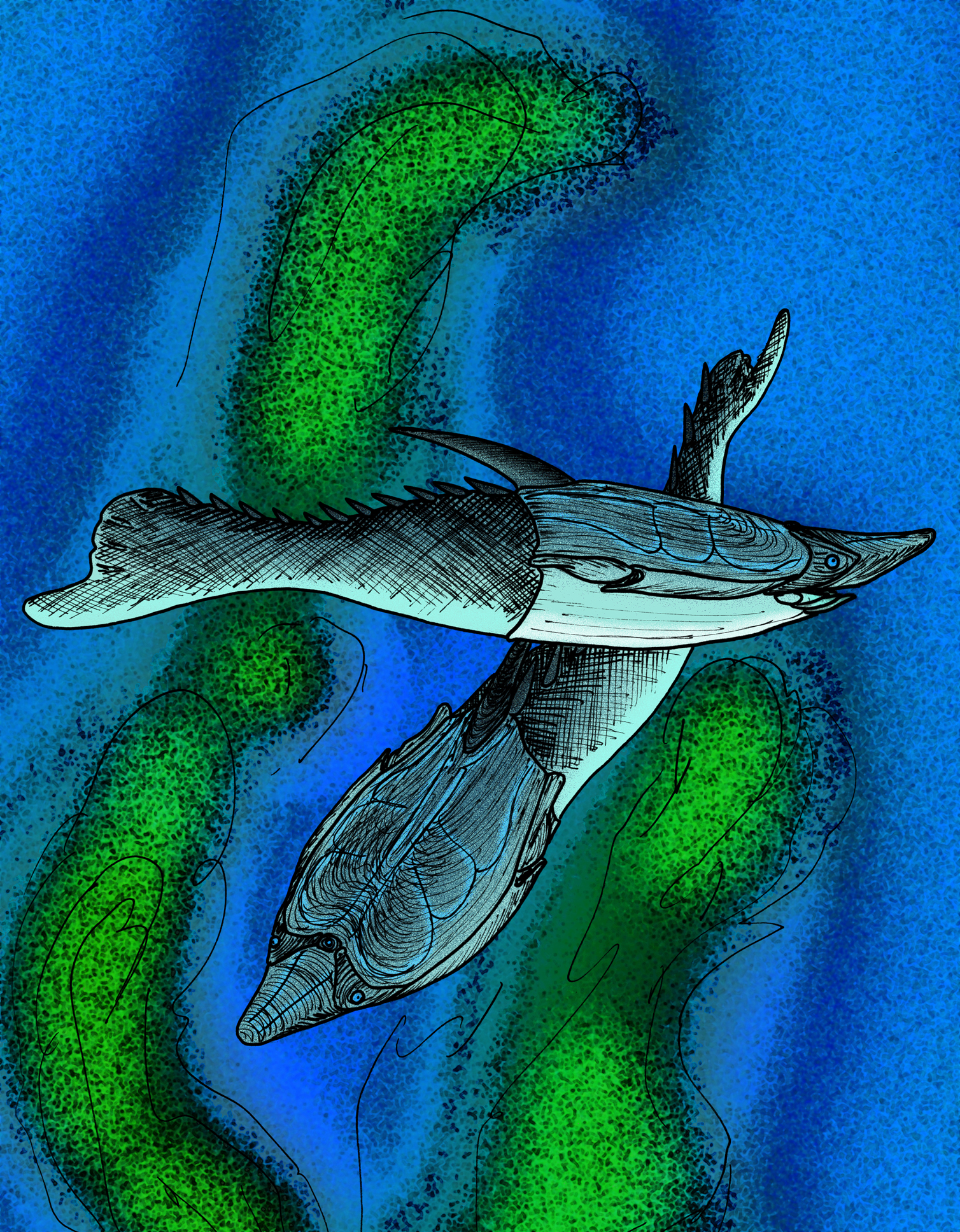
Художня реконструкція
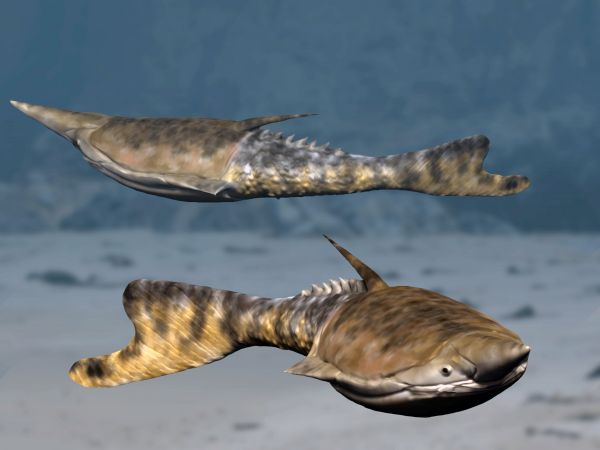
Художня реконструкція Pteraspis stensioei
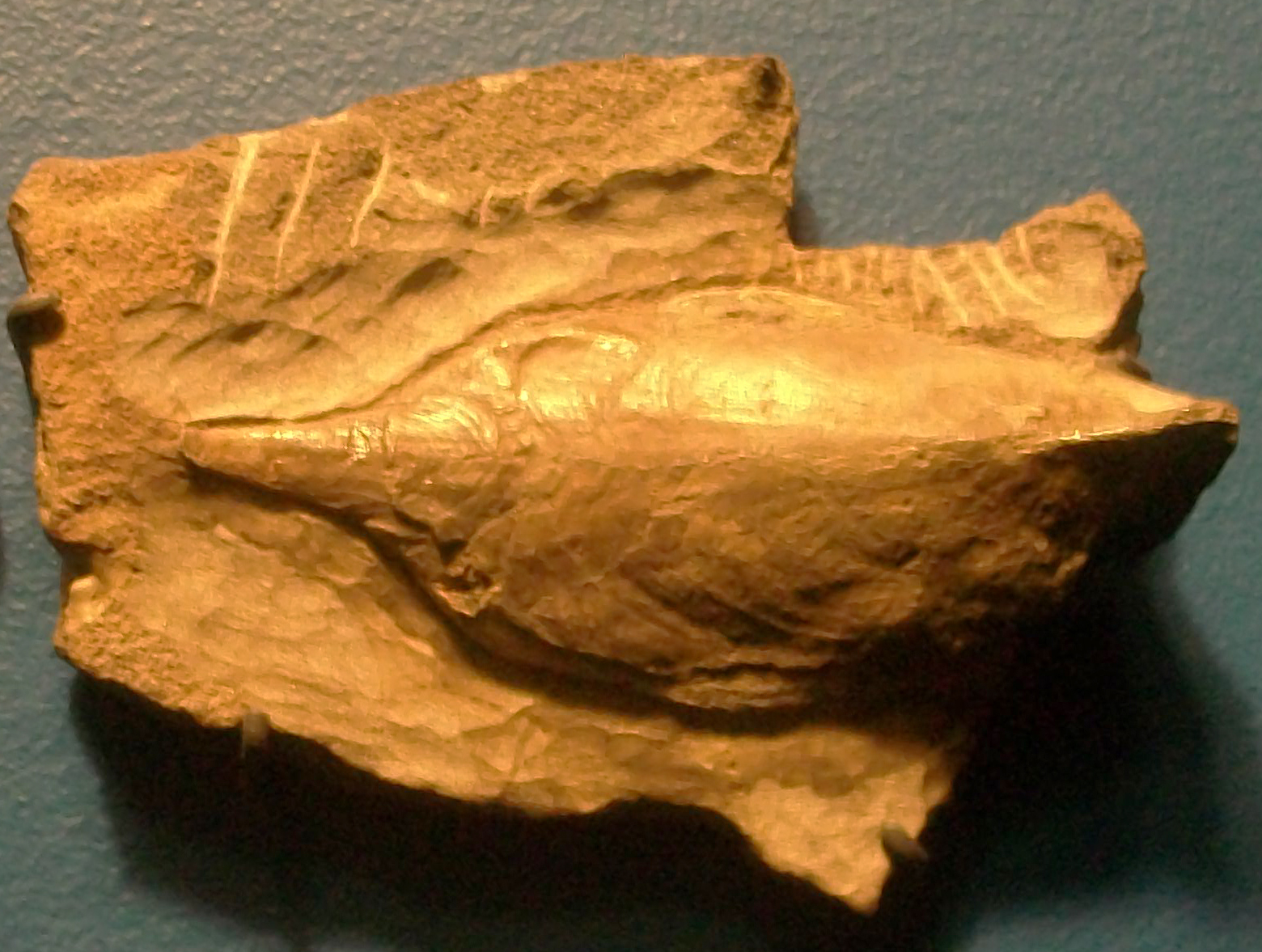
Верхній щиток Pteraspis crouchi
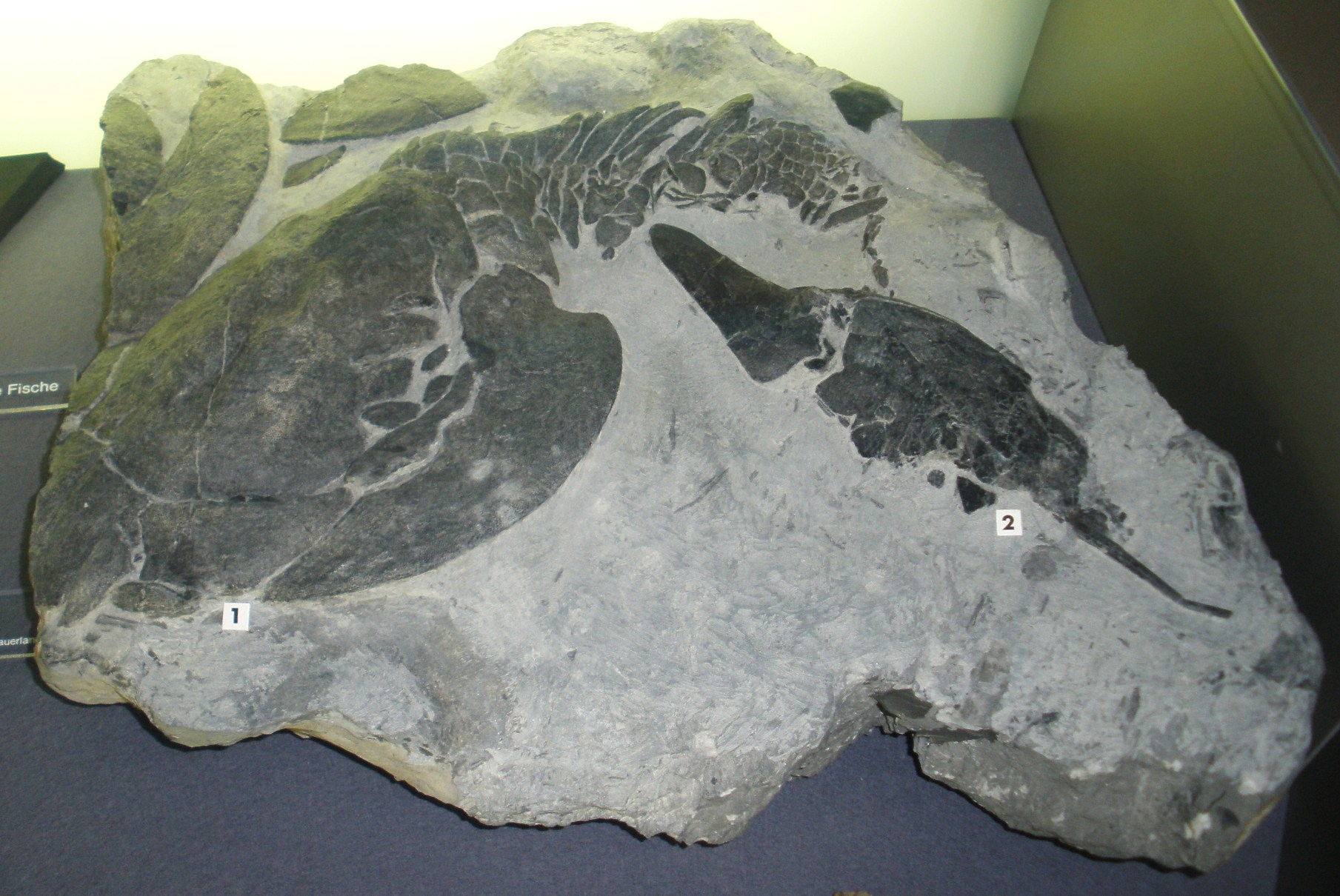
Drepanaspis (ліворуч) і Pteraspis (праворуч), Музей Зенкенберга